# Unie van Oekraïners in Roemenië
De Unie van Oekraïners in Roemenië (Roemeens: Uniunea Ucrainilor din România) of UUR is een Roemeense politieke partij van de Oekraïense etnische minderheid. Dankzij het unieke Roemeense recht, is de partij verzekerd van ten minste één zetel in de Kamer van Afgevaardigden. Lijsttrekker van de partij is Ștefan Buciută.
Alliantie van Liberalen en Democraten · Alliantie voor de Unie van Roemenen · Democratisch-Liberale Partij · Democratische Unie van Hongaren in Roemenië · Groot-Roemeniëpartij · Humanistischekrachtpartij · Nationale Democratische Partij · Nationaal-Liberale Partij · Nationale Christen-Democratische Boerenpartij · Nationale Unie voor de vooruitgang van Roemenië · Nieuwegeneratiepartij · Nieuwe Republiek · Noua Dreaptă · M10 · Partij Verenigd Roemenië · Red Roemenië-Unie · Roemeense Sociale Partij · Sociaaldemocratische Partij · Partijen van etnische minderheden · Volksbewegingspartij